# Novarai csata (1849)
Ez a szócikk az 1849-es ütközetről szól. További hasonló nevű csatákat lásd itt.
Az 1849. március 23-án lezajlott novarai csata (más néven bicoccai csata) az 1848–49-es szárd–osztrák háború (olasz történészek szokásos szóhasználatában az „első olasz függetlenségi háború”) utolsó fontos ütközete volt, amelynek során Radetzky császári tábornagy Déli Hadserege (Südarmee) a piemonti Novara város határában, a Bicocca-magaslatok körül döntő vereséget mért a Lombardia és Veneto elfoglalására törekvő Károly Albert szárd–piemonti király hadseregére és a vele szövetséges olasz nemzeti felkelőkre. A győzelem véget vetett az 1848–49-es olasz forradalmi hullámnak és a szárd–osztrák háborúnak, és további 10 évre, az 1859-es szárd–francia–osztrák háborúig biztosította a Lombard–Velencei Királyság és az észak-itáliai Habsburg szekundogenitúra fejedelemségek fennmaradását.

## Előzmények
1848 tavaszán több európai monarchiában felkelések törtek ki a Szent Szövetség által biztosított abszolutisztikus államrend ellen. Észak-Itáliában az 1848–49-es forradalmak és nemzeti felkelések a Risorgimento jegyében elsősorban az Osztrák Császárság uralma ellen irányultak, amelyre idegen megszállásként tekintettek. A felkelések vezetői, köztük Mazzini és Garibaldi elsősorban republikánusok voltak, akik nemcsak az idegen megszállók, hanem az itáliai olasz örökletes monarchiák (a Szárd–Piemonti Királyság és a Nápoly–Szicíliai Királyság) ellen is szerveztek összeesküvéseket, ezeket a királyi hatalom leverte és megtorolta.
Az milánói „ötnapos felkelés” (1848. március 18–22) és a velencei forradalom nyomán az osztrák helyőrségek elhagyták e városokat, és a stratégiai fontosságú veronai Erődnégyszögbe (Mantova – Peschiera del Garda – Verona – Legnago) húzódtak vissza, erősítésre várva. A nemzeti felkelések sorozatát saját hódító céljaira kihasználva Károly Albert szárd–piemonti király a Risorgimento mozgalom élére állt, hadat üzent Ausztriának, és hadat indított a Lombard–Velencei Királyság és Dél-Tirol elfoglalására. A lombardiai hadjárat kezdetén a szárd királyi hadsereg, és a vele szövetséges olasz önkéntesek több sikeres csatában megverték az osztrákokat (pastrengói csata, goitói csata). 1848. július 25-én azonban Radetzky, aki az Erődnégyszögre támaszkodva operált, az (első) custozzai csatában súlyos vereséget mért rájuk. Károly Albertnek fegyverszünetet kellett kérnie.
Ferdinánd császár 1848 decemberi lemondatása, a magyar szabadságharc eszkalálódása, a válság elhúzódását jelezte. 1849 márciusában Károly Albert király, a 7 hónappal korábban megkötött fegyverszüneti szerződést felrúgva, ismét hadat üzent Ausztriának, és újabb hadjáratot indított Lombardia meghódítására.

## A szemben álló erők és parancsnokok
A mintegy 72 000 főnyi osztrák haderővel szemben a szárd–piemonti haderő több, mint 85 000 katonája állt. (Egyes források szerint létszámuk a szövetséges nemzeti felkelő csapatokkal együtt elérte a 100 000 főt, de nem minden csapategység vett részt a csatában). Seregének főparancsnokságát a király – szárd belső politikai okokból – nem piemonti (olasz) személyre, hanem egy idegenre, Wojciech Chrzanowski [ejtsd: Hrzsanovszki] lengyel tábornokra (1793–1861) bízta, aki fiatal tisztként vett részt Napóleon oroszországi hadjáratában, majd cári szolgálatban harcolt az 1828–29-es orosz–török háborúban, 1831-ben Varsó főkormányzója volt, és csak 1848-ban állt a szárd király szolgálatába. A kalandos életű lengyel tábornok rendelkezett ugyan hadvezetési tapasztalattal, de nem ismerte az itáliai hadszíntér sajátosságait, sőt olaszul sem tudott. A szárd hadvezetést viták gyengítették, több piemonti tábornok csata közben is megtagadta Chrzanowski utasításainak végrehajtását. A hadvezetés labilitása utóbb végzetesnek bizonyult.
Az észak-itáliai osztrák haderők parancsnoka a 83 éves Radetzky tábornagy volt. Az osztrákok számbeli hátrányát az idős, sok hadat viselt Radetzky és kipróbált vezérkarának határozott hadvezetése ellensúlyozhatta.

## Az ütközet lefolyása
Radetzky tábornagy csapataival 1849. március 18-án Milánóból először nyugatnak indult, Pavia felé. A szárd–piemonti hadvezetés nem tudta bizonyosan, milyen útvonalakon vonul, mert Radetzky sikeres megtévesztő manőverekkel bizonytalanságban tartotta őket. A szárd–piemontiak – a Chrzanowski főparancsnok és alárendelt tábornokai között kialakult viták következtében – elmulasztották, hogy rögtön a háború kezdetén egyenesen Milánóba vonuljanak, és ők maguk vegyék át a kezdeményezést.

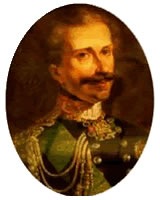
Károly Albert király
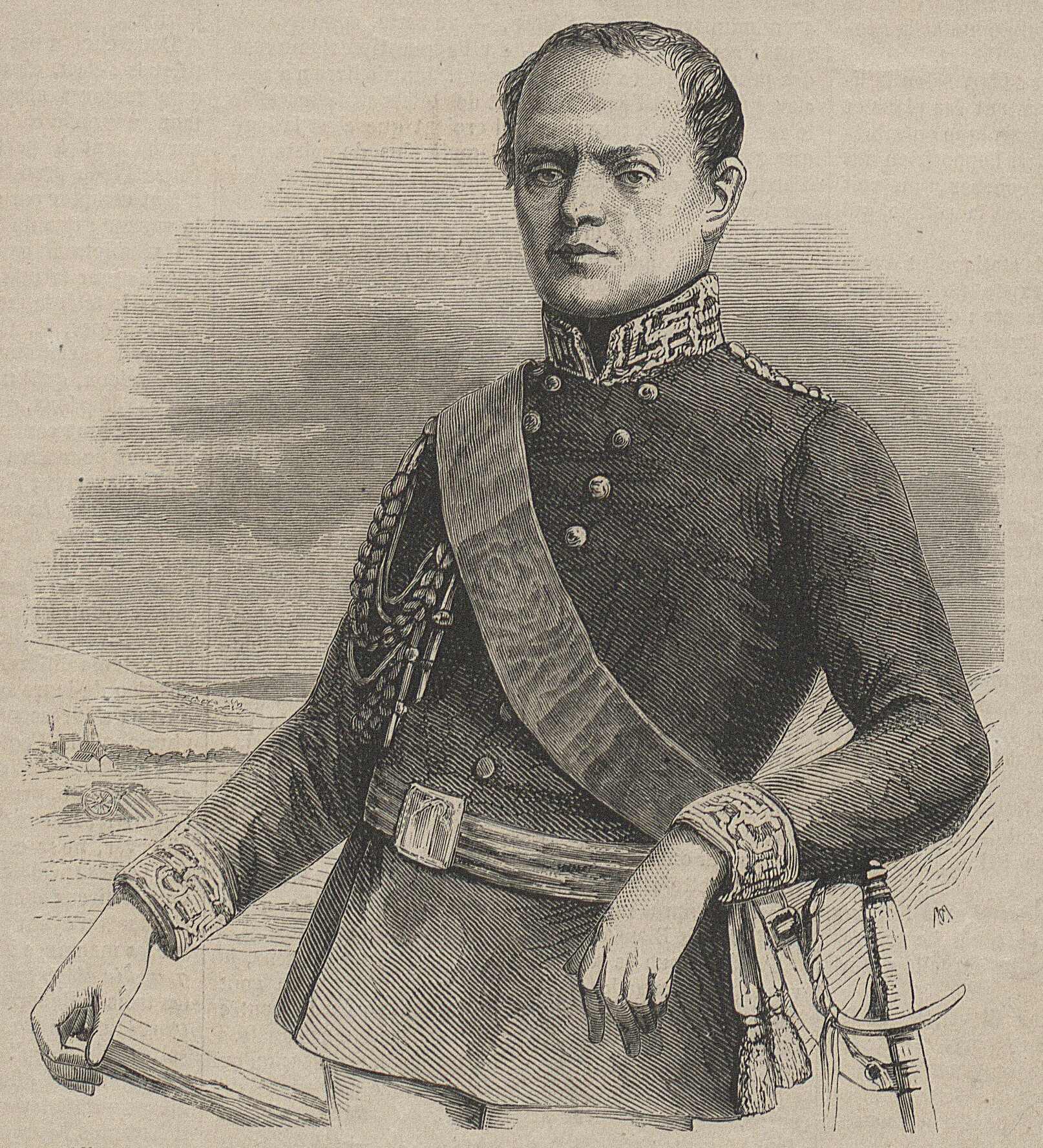
Wojciech Chrzanowski tábornok
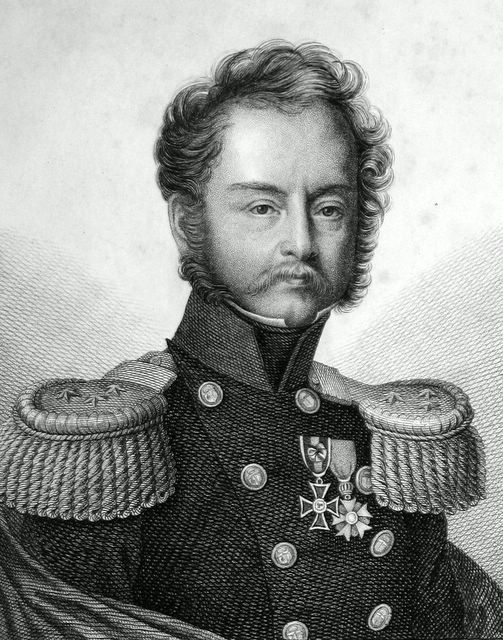
Girolamo Ramorino tábornok
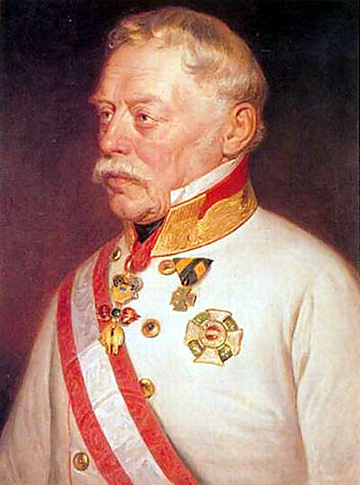
Radetzky tábornagy

Egy másik súlyos mulasztás is az osztrákok kezére játszott. Ramorino tábornok azt a parancsot kapta, hogy állja el az osztrák erők útját Pavia térségében, a Gravellone folyónál. Tisztázatlan okból (hibás parancs, tévedés vagy szándékos parancsmegtagadás miatt) a tábornok ehelyett a Pó folyó jobb partján foglalt állást, hogy az ellenséget Voghera irányába mozdítsa. Ramorino tévedése miatt a Pó folyótól közvetlenül északra fekvő területet nem szállták meg, itt Radetzky csapatai zavartalanul tovább vonulhattak, míg az olasz csapategységek tőlük elszigetelten álltak. (A háború után Ramorino tábornokot parancsmegtagadásért hadbíróság elé állították. Árulással vádolták, őt tették felelőssé a vereségért. Még 1849-ben halálra ítélték és kivégezték).
Az első összecsapások március 21-én történtek. Sforzescánál (Vigevano mellett) a szárd–piemontiak kisebb győzelmet arattak, de még aznap, a mortarai csatában már az osztrákok kerekedtek felül. A szárd–piemontiak visszavonultak Novara városa felé, emiatt teljesen elszakadtak a haderő többi egységétől, amelyek Alessandriában állomásoztak. Az ellenségnek e váratlan és logikátlan hadmozdulata Radetzkyt annyira váratlanul érte, hogy majdnem ő maga szenvedett ekkor vereséget. Másnap fő erejével először Vercelli felé nyomult előre, Novara ellen csak kis létszámú csapatot irányított, amelynek támadását a piemontiak nehézség nélkül visszaverték. Az osztrákok megingásából eredő előnyös helyzetet azonban az olaszok elmulasztották saját javukra kihasználni, és továbbra is hagyták, hogy az ellenség kezdeményezzen. Radetzky – felderítve a piemonti egységek valós elhelyezkedését – a fő csapást Novara irányában tervezte.
A következő napon, március 23-án Radetzky minden rendelkezésére álló erővel összpontosított támadást intézett a Novara körül álló piemonti csapatok ellen. Véres küzdelem alakult ki. A legsűrűbb harc a stratégiai fontosságú Bicocca magaslatok birtoklásáért folyt, ez a nap folyamán többször is gazdát cserélt. A osztrákok akkor tudták végleg elfoglalni a dombhátat, miután Degenfeld tábornok dandárjának 14. „Fürst zu Windisch-Graetz” cseh dragonyos könnyűlovas („svalizsér”) ezrede több fontos piemonti tüzérütegen rajtaütött és harcképtelenné tette ezeket. Ezt követően az osztrák IV. hadtest átvonulhatott az Agogna folyó elfoglalt hídján, és oldalba támadhatta a piemontiak jobb szárnyát.
A meglepetésszerű támadás során egyetlen akcióval 400 piemonti katonát ejtettek fogságba, egy végsőkig ellenálló piemonti zászlóaljat szuronyos közelharcban mészároltak le. Két piemonti magasabbegység-parancsnok elesett a harcban. Passalacqua tábornok, a 4. gyaloghadosztály parancsnoka, aki személyesen vezetett rohamra egy gyalogezredet, és Di Perrone altábornagy, a 3. gyaloghadosztály parancsnoka halálos sebet kaptak az osztrák tűzben. A piemonti egységek külön-külön elkeseredetten és hősiesen harcoltak álláspontjaikon, de a hadsereg parancsnokainak rossz együttműködése súlyos stratégiai hátrányt okozott. Estére a piemontiakat szétszórták, Radetzky győztesen maradt a csatatéren. A császáriak előtt nyitva állt az út Piemont belseje és a királyi székváros, Torinó felé. Károly Albert tűzszünetet kért.
Radetzky tudatosan enyhe fegyverszüneti feltételeket szabott, hogy megakadályozza további népfelkelések kitörését. Ennek ellenére Károly Albert király még a csatavesztés napján lemondott idősebbik fiának, Viktor Emánuel trónörökösnek javára. Ő maga portugáliai száműzetésbe távozott.
Másnap, március 24-én az osztrák 4. hadtest tüzérsége addig lövette a Novara városában elsáncolt piemonti védőket, amíg azok nem kapituláltak. A feladott városba elsőnek a 14. cseh svalizsér ezred hatolt be, majd a várost megszállták a császári csapatok.
A fegyverszüneti szerződést már a lemondott Károly Albert utódja, II. Viktor Emánuel király írta alá, március 24-én a Novara közelében fekvő Vignaléban. A szerződés értemében a szárd–piemonti flottát ki kellett vonni az Adriai-tengerről, és Ausztria birtokba vette Alessandria erődjét és a Piemont keleti határán, Torino kapujában álló, stratégiai fontosságú erődített sáncrendszereket Lomellinában és Monferratóban. (A császári haderő Piemontba nem hatolt be, mert Radetzky nem akarta kiprovokálni a francia katonai intervenciót).

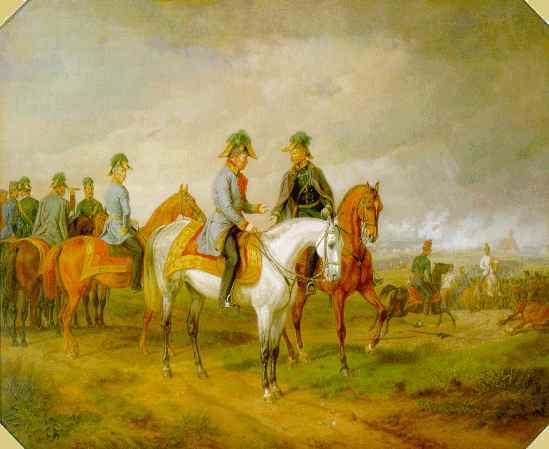
A novarai csatamezőn (Albrecht Adam, 1858)
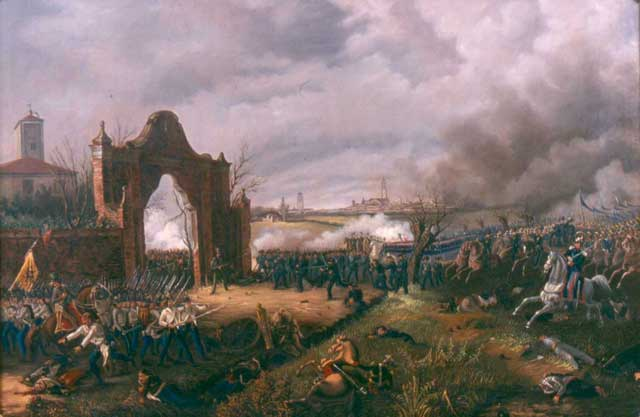
Harc a Villa Visconti körül (A Bicocca magaslatok alatt).
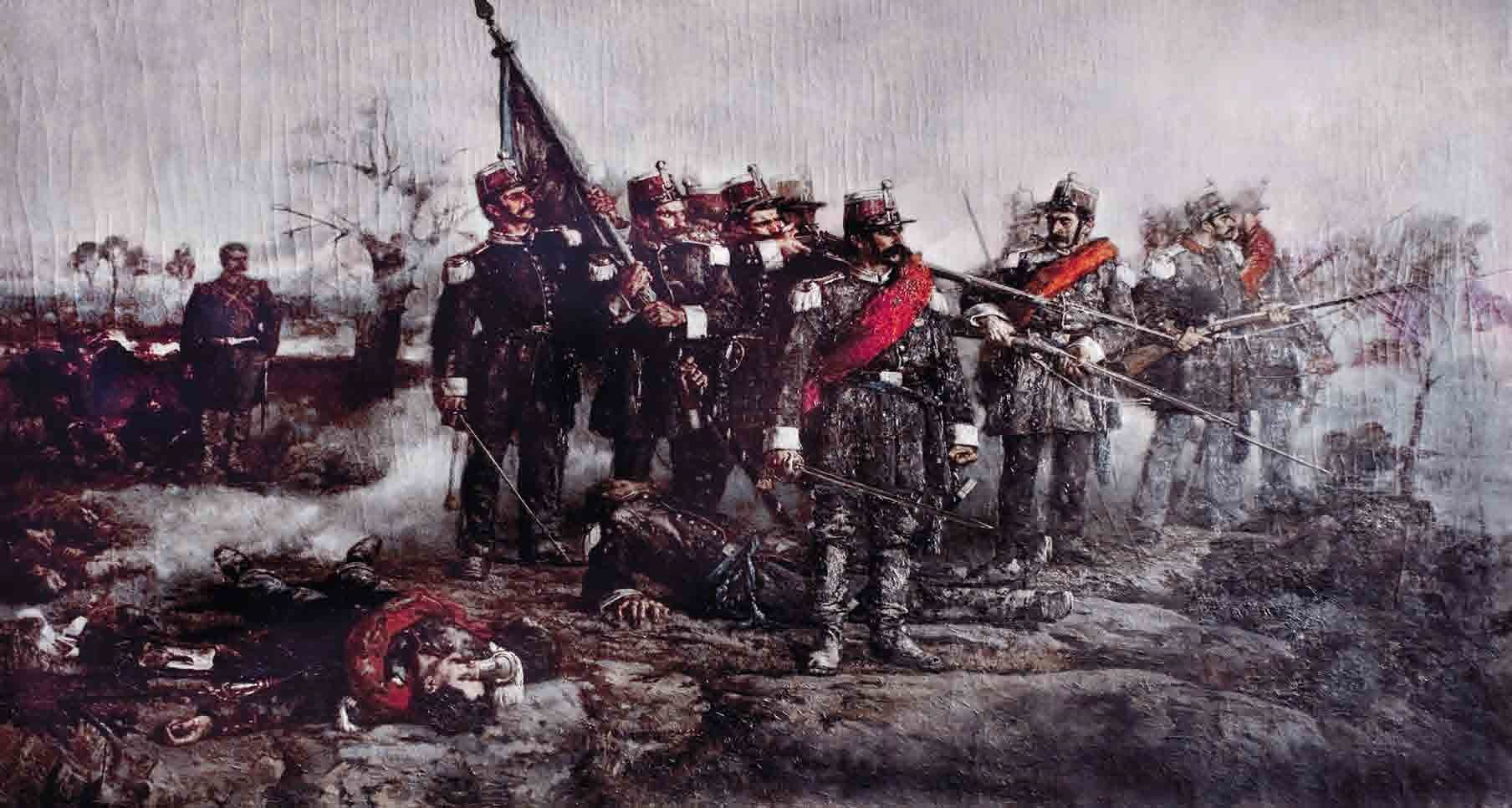
A novarai vereség (G.Ferrari festménye)
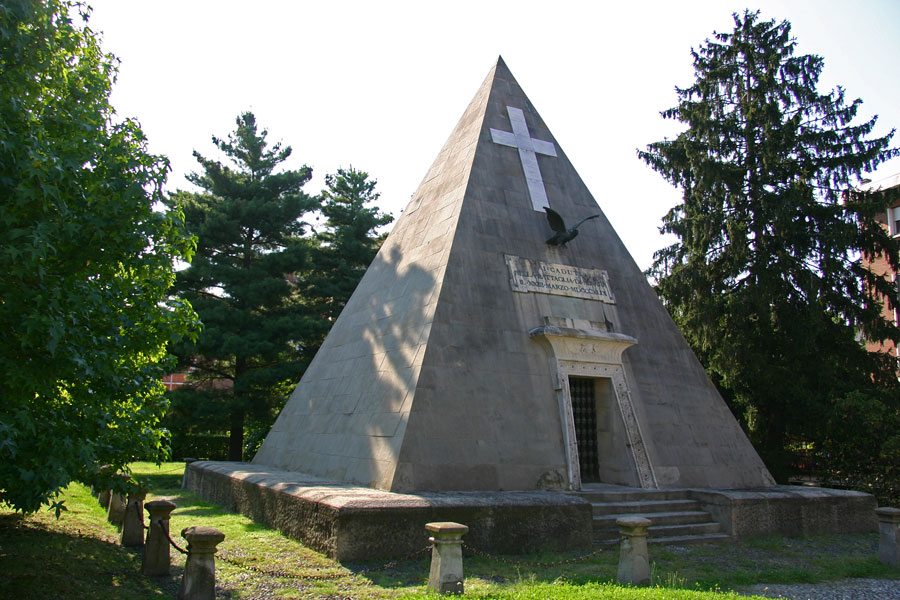
Osszárium (csontház) a novarai csatamezőn

## Következmények
A novarai vereség súlyosan visszavetette a Risorgimento ügyét. Az 1848 márciusában Milánóban megkezdődött itáliai forradalmi hullám elbukott. A olasz nemzeti felkelés és a Szárd Királyság hódító háborúja egyaránt kudarcot vallott, a birodalmi erők mindenütt felülkerekedtek. Haynau vérbe fojtotta a novarai csata napján kitört bresciai felkelést. Velencét blokád alá vették és megadásra kényszerítették. Az Osztrák Császárság helyreállította ellenőrzését a Lombard–Velencei Királyságban és a többi Habsburg csatlós fejedelemségekben is. A Római Köztársaságot a bevonuló francia császári intervenciós csapatok verték le.
II. Viktor Emánuel király számára világossá vált, hogy a Szárd–Piemonti Királyság egyedül, komoly felkészülés és erős szövetséges nélkül képtelen megtörni az Osztrák Császárság észak-itáliai hatalmát, és a Habsburg-hű fejedelemségeket a Savoyai-ház koronája alá hajtani. Ezért uralkodásának első évtizedében, 1849–1859 között végrehajtotta a szükséges reformokat, és ügyes diplomáciával megnyerte szövetségeséül III. Napóleon francia császárt.
Az 1859-ben kitört szárd–francia–osztrák háború során a francia császári csapatok, a szárd–piemonti haderő támogatásával súlyos vereségeket mértek az Osztrák Császárság itáliai hadseregére (magentai csata, solferinói csata). Ausztria kénytelen volt átengedni a Szárd–Piemonti Királyságnak Lombardiát, és rövidesen az összes észak-itáliai Habsburg csatlós fejedelemség (Velence kivételével) behódolt a szárd–piemonti királynak.

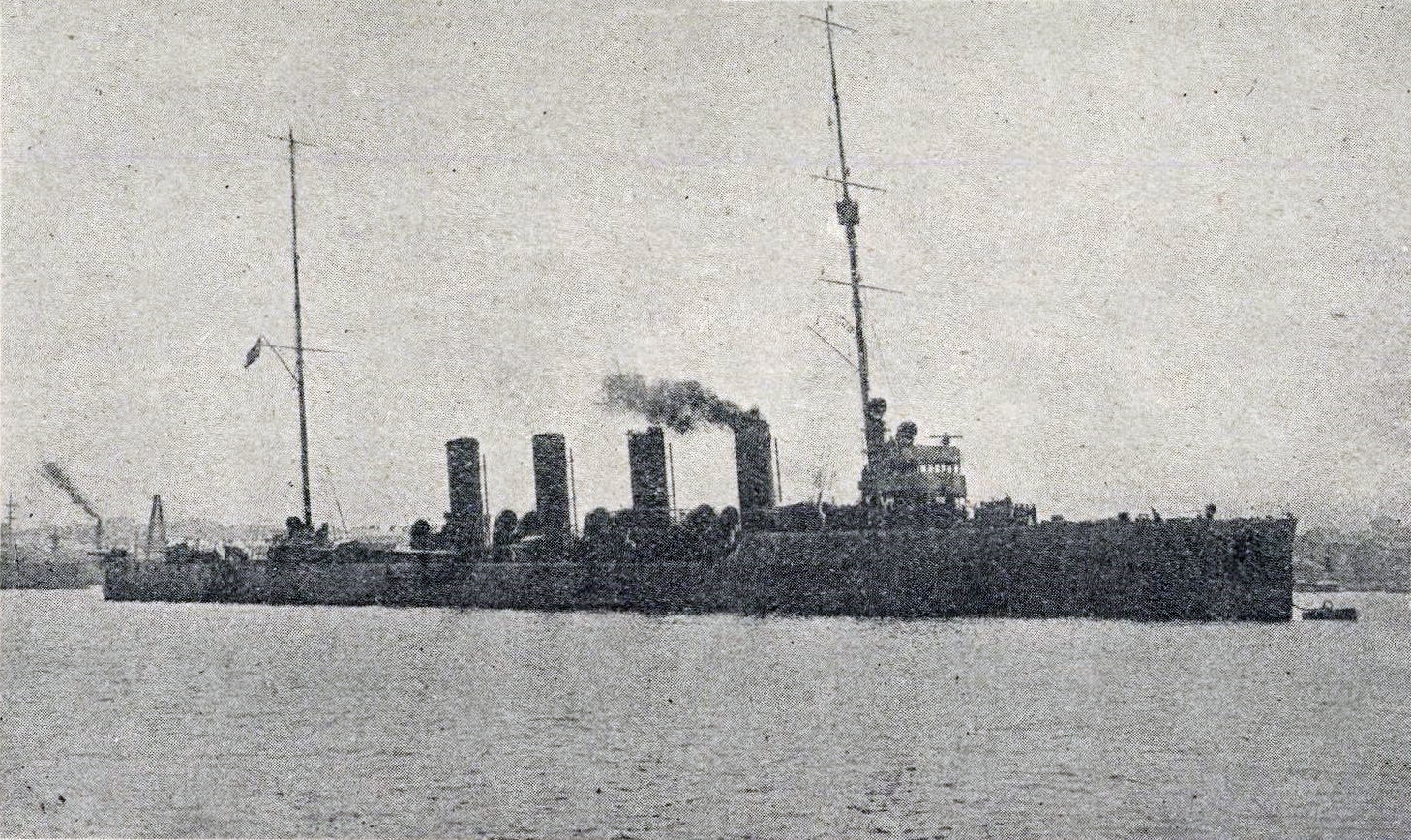
Az SMS Novara

## A csata emlékezete
- SMS Novara, a Császári és Királyi Haditengerészet híressé vált gyorscirkálója, amely 1912-ben épült, nevét a novarai győzelem emlékére kapta. Az első világháború idején Horthy Miklós parancsnoksága alatt több sikeres bevetésben vett részt.
- A csatatéren elesettek emlékműve és csontháza (osszárium).